# شلال النار (يوسيميتي)

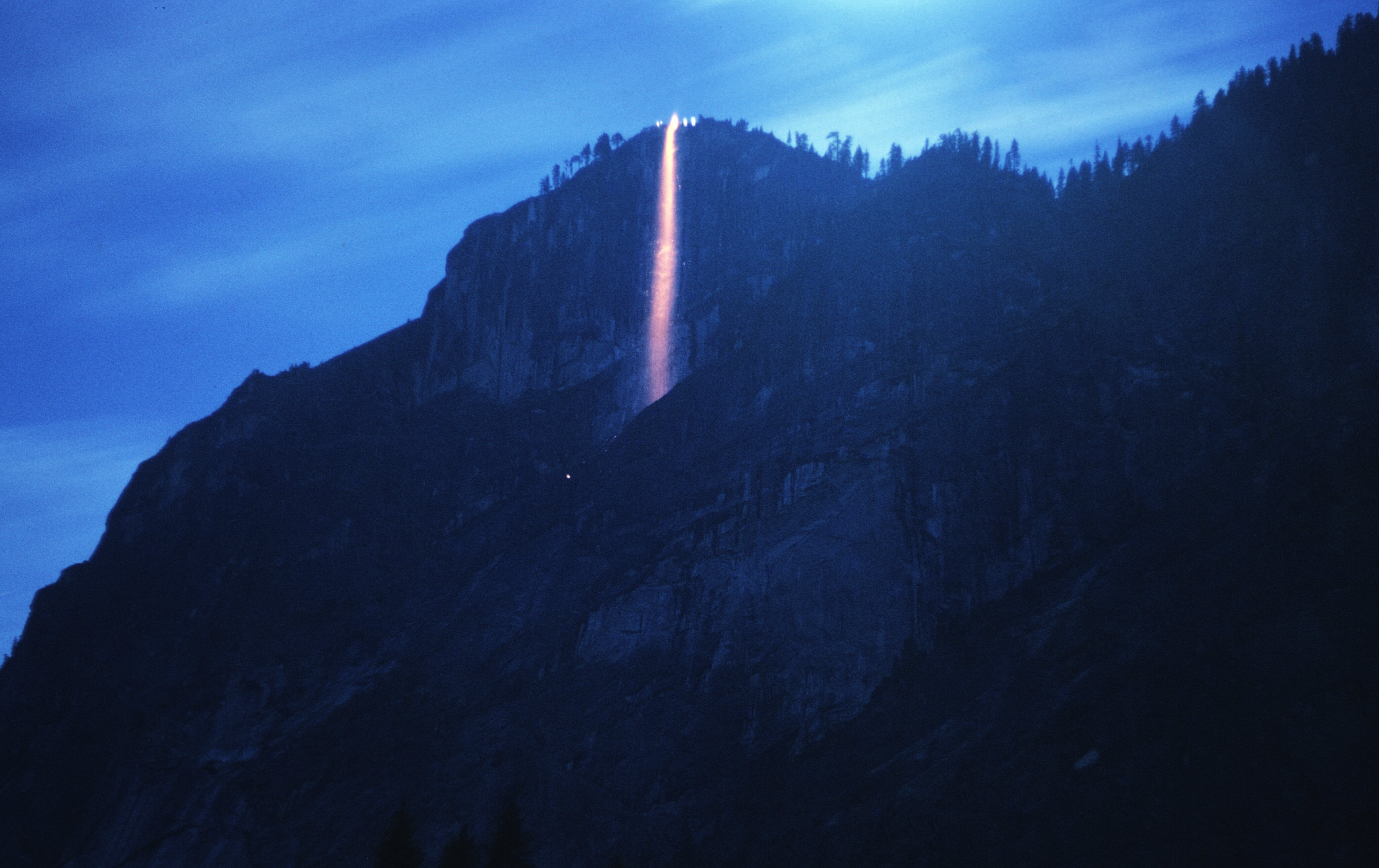

يقع شلال النار (بالإنجليزية: Yosemite Firefall)‏ في منتزه يوسيميتي الوطني في كاليفورنيا، وهو شلال موسمي يتدفق في فصل الشتاء وأوائل الربيع، السقوط يحدث على الجانب الشرقي من إل كابيتان، إذا كان شلال النار يتدفق في فبراير / شباط وكانت الأحوال الجوية صحيحة تمامًا، تضيء أشعة الشمس الشلال، مما يجعله يتوهج باللون البرتقالي والأحمر، وغالبًا ما يشار إلى هذه الظاهرة الطبيعية باسم " سقوط النار "، وهو الاسم الذي يكرم شلال نار يوسيميتي، وهو الحدث الذي صنعه الإنسان في يوسيميتي.
ينحدر هذا الشلال في مجريين جنبًا إلى جنب، يكون الجزء الشرقي أكبر لكنه صغير جدًا، تسقط المنطقة الشرقية على ارتفاع 1540 قدمًا (470 مترًا)، بينما تنخفض المنطقة الشرقية على ارتفاع 1570 قدمًا (480 مترًا)، وهي ثاني أعلى شلال محمول بالكامل في الهواء في يوسمايت التي تسير في وقت ما كل عام (أعلى ها هي "ريبون فال")، ثم تجمع المياه و ينحدر من 490 قدمًا (150 مترًا) على ألواح شديدة الانحدار، وبالتالي فإن الارتفاع الكلي لهذه الشلالات يبلغ 2030 قدمًا (620 مترًا) إلى 2070 قدمًا (630 مترًا)، يتم التقاط الصورة المعروضة هنا خلال فترة وجيزة خلال فصل الشتاء، بالقرب من 21 فبراير عند غروب الشمس، والتي اشتهرت بها صورة جالين رويل.
يشار إلى السقوط أحيانًا بسقوط سريع الزوال بسبب طبيعته الموسمية، من الأفضل مشاهدتها وتصويرها من خلال مساحة صغيرة قريبة من منطقة النزهة على الطريق الشمالي المؤدي إلى وادي يوسيميتي شرق إل كابيتان.